# Leopoldshöhe
Leopoldshöhe é um município da Alemanha localizado no distrito de Lippe, região administrativa de Detmold, estado de Renânia do Norte-Vestfália.